# Berta Peñalver
Berta Peñalver Grau (Premià de Dalt, Barcelona, 1981) es una cantautora pop española que canta en catalán con el nombre artístico de Berta. 

## Trayectoria
Cursó estudios de piano con la intención de hacerse concertista clásica, pero una enfermedad le llevó a componer unos temas que publicó en 1998 en un álbum llamado Somnis forts, disco de corte melódico que tuvo una buena acogida en el mercado discográfico catalán gracias a temas como el que da nombre al trabajo o Per ser un sospir. Un año después, a petición de la discográfica, se publicó una versión en portugués del mismo álbum para el mercado brasileño, con el nombre de Novos sonhos.
En 2000 publicó Em sents?, un álbum de estilo pop-rock, que incluía temas como Has tocat el meu món, Dibuixaré o Escolta'm. En 2003 se publicó Tan al límit, en el que la cantante dio un vuelco más acústico a su música. El éxito del disco fue tal que en las Navidades de ese año se publicó una versión especial con una recopilación de temas de sus álbumes precedentes y otros inéditos: Man of the mirror de Michael Jackson, Wham, Last Chistmas, la versión de Gimme! Gimme! Gimme!, de ABBA, Vine, crida, Barça (que fue la sintonía oficial en la Copa de la UEFA del Fútbol Club Barcelona en esa temporada) y vídeos. 
Desde 2004 actúa junto a Laia Vaqué y Carol Duran bajo la dirección de Josep Thió, haciendo versiones de temas que les han influido y gustado, y trabaja en Novo, un proyecto que junto a David Nicolau (Dj An Der Beat) revisa en clave chillout los clásicos de la canción catalana.
Actualmente interpreta la nueva sintonía de la série de TV3 (en Cataluña) "Ventdelplà", junto al grup Gossos en esta quinta temporada.

## Discografía
- Somnis forts (1998)
- Novos sonhos (1999)
- Em sents? (2000)
- Tan al límit (2003)
- Tan al límit- Les cendres del Nadal (2003)
- Novo - Aire Lounge (2006)